# 도미니카 연방 축구 국가대표팀
도미니카 연방 축구 국가대표팀(영어: Dominica national football team)은 도미니카 연방을 대표하는 축구 국가대표팀으로 도미니카 연방 축구 협회에서 관리하고 있으며 북중미의 최약체로 평가되는 팀들 가운데 하나다. 1932년 마르티니크와의 국제 A매치 데뷔전에서 1-0으로 승리를 거두었으며 현재 윈저 파크를 홈 그라운드로 사용하고 있다.

## 국제 대회 경력

### CONCACAF 네이션스리그

#### 2019-20년 리그 B
2019-20 CONCACAF 네이션스리그 예선 14위로 리그 B에 편입된 도미니카 연방은 D조에서 수리남, 니카라과, 세인트빈센트 그레나딘와 대결을 펼쳤으나 1승 5패·조 최하위의 성적으로 차기 시즌 리그 C 강등을 확정지었다.

#### 2022-23년 리그 C
리그 C로 강등된 후 첫 시즌인 2022-23 시즌에서 세인트루시아, 앵귈라를 상대로 C조에 편성되어 앵귈라와의 2연전에서 모두 무승부에 그치는 등 2무 2패의 성적으로 시즌을 마쳤다.

#### 2023-24년 리그 C
2023-24 시즌 리그 C에서는 영국령 버진아일랜드, 터크스 케이커스 제도와 C조에 편성되어 4경기 3승 1무·조 1위의 성적으로 3시즌만에 리그 B 복귀에 성공했는데 이는 도미니카 연방 축구 역사상 국제 대회 역대 최고 성적에 해당된다.

### 카리브컵
카리브컵에는 2번 출전했지만 2번의 대회에서 각각 1무 2패, 3전 전패의 처참한 성적으로 조별리그에서 탈락했으며 이후 마지막 대회인 2017년 대회까지 단 한번도 출전하지 못했다.

## FIFA 월드컵 (본선)
| 년도   | 결과      | 순위      | 경기      | 승        | 무*       | 패        | 득점      | 실점      | 승점      |
| ------ | --------- | --------- | --------- | --------- | --------- | --------- | --------- | --------- | --------- |
| 1930년 | 불참      | 불참      | 불참      | 불참      | 불참      | 불참      | 불참      | 불참      | 불참      |
| 1934년 | 불참      | 불참      | 불참      | 불참      | 불참      | 불참      | 불참      | 불참      | 불참      |
| 1938년 | 불참      | 불참      | 불참      | 불참      | 불참      | 불참      | 불참      | 불참      | 불참      |
| 1950년 | 불참      | 불참      | 불참      | 불참      | 불참      | 불참      | 불참      | 불참      | 불참      |
| 1954년 | 불참      | 불참      | 불참      | 불참      | 불참      | 불참      | 불참      | 불참      | 불참      |
| 1958년 | 불참      | 불참      | 불참      | 불참      | 불참      | 불참      | 불참      | 불참      | 불참      |
| 1962년 | 불참      | 불참      | 불참      | 불참      | 불참      | 불참      | 불참      | 불참      | 불참      |
| 1966년 | 불참      | 불참      | 불참      | 불참      | 불참      | 불참      | 불참      | 불참      | 불참      |
| 1970년 | 불참      | 불참      | 불참      | 불참      | 불참      | 불참      | 불참      | 불참      | 불참      |
| 1974년 | 불참      | 불참      | 불참      | 불참      | 불참      | 불참      | 불참      | 불참      | 불참      |
| 1978년 | 불참      | 불참      | 불참      | 불참      | 불참      | 불참      | 불참      | 불참      | 불참      |
| 1982년 | 불참      | 불참      | 불참      | 불참      | 불참      | 불참      | 불참      | 불참      | 불참      |
| 1986년 | 불참      | 불참      | 불참      | 불참      | 불참      | 불참      | 불참      | 불참      | 불참      |
| 1990년 | 불참      | 불참      | 불참      | 불참      | 불참      | 불참      | 불참      | 불참      | 불참      |
| 1994년 | 불참      | 불참      | 불참      | 불참      | 불참      | 불참      | 불참      | 불참      | 불참      |
| 1998년 | 예선 탈락 | 예선 탈락 | 예선 탈락 | 예선 탈락 | 예선 탈락 | 예선 탈락 | 예선 탈락 | 예선 탈락 | 예선 탈락 |
| 2002년 | 예선 탈락 | 예선 탈락 | 예선 탈락 | 예선 탈락 | 예선 탈락 | 예선 탈락 | 예선 탈락 | 예선 탈락 | 예선 탈락 |
| 2006년 | 예선 탈락 | 예선 탈락 | 예선 탈락 | 예선 탈락 | 예선 탈락 | 예선 탈락 | 예선 탈락 | 예선 탈락 | 예선 탈락 |
| 2010년 | 예선 탈락 | 예선 탈락 | 예선 탈락 | 예선 탈락 | 예선 탈락 | 예선 탈락 | 예선 탈락 | 예선 탈락 | 예선 탈락 |
| 2014년 | 예선 탈락 | 예선 탈락 | 예선 탈락 | 예선 탈락 | 예선 탈락 | 예선 탈락 | 예선 탈락 | 예선 탈락 | 예선 탈락 |
| 2018년 | 예선 탈락 | 예선 탈락 | 예선 탈락 | 예선 탈락 | 예선 탈락 | 예선 탈락 | 예선 탈락 | 예선 탈락 | 예선 탈락 |
| 합계   |           |           |           |           |           |           |           |           |           |

## FIFA 월드컵 (예선)
| 년도   | 경기                                        | 승                                          | 무*                                         | 패                                          | 득점                                        | 실점                                        | 승점                                        |
| ------ | ------------------------------------------- | ------------------------------------------- | ------------------------------------------- | ------------------------------------------- | ------------------------------------------- | ------------------------------------------- | ------------------------------------------- |
| 1930년 | 불참                                        | 불참                                        | 불참                                        | 불참                                        | 불참                                        | 불참                                        | 불참                                        |
| 1934년 | 불참                                        | 불참                                        | 불참                                        | 불참                                        | 불참                                        | 불참                                        | 불참                                        |
| 1938년 | 불참                                        | 불참                                        | 불참                                        | 불참                                        | 불참                                        | 불참                                        | 불참                                        |
| 1950년 | 불참                                        | 불참                                        | 불참                                        | 불참                                        | 불참                                        | 불참                                        | 불참                                        |
| 1954년 | 불참                                        | 불참                                        | 불참                                        | 불참                                        | 불참                                        | 불참                                        | 불참                                        |
| 1958년 | 불참                                        | 불참                                        | 불참                                        | 불참                                        | 불참                                        | 불참                                        | 불참                                        |
| 1962년 | 불참                                        | 불참                                        | 불참                                        | 불참                                        | 불참                                        | 불참                                        | 불참                                        |
| 1966년 | 불참                                        | 불참                                        | 불참                                        | 불참                                        | 불참                                        | 불참                                        | 불참                                        |
| 1970년 | 불참                                        | 불참                                        | 불참                                        | 불참                                        | 불참                                        | 불참                                        | 불참                                        |
| 1974년 | 불참                                        | 불참                                        | 불참                                        | 불참                                        | 불참                                        | 불참                                        | 불참                                        |
| 1978년 | 불참                                        | 불참                                        | 불참                                        | 불참                                        | 불참                                        | 불참                                        | 불참                                        |
| 1982년 | 불참                                        | 불참                                        | 불참                                        | 불참                                        | 불참                                        | 불참                                        | 불참                                        |
| 1986년 | 불참                                        | 불참                                        | 불참                                        | 불참                                        | 불참                                        | 불참                                        | 불참                                        |
| 1990년 | 불참                                        | 불참                                        | 불참                                        | 불참                                        | 불참                                        | 불참                                        | 불참                                        |
| 1994년 | 불참                                        | 불참                                        | 불참                                        | 불참                                        | 불참                                        | 불참                                        | 불참                                        |
| 1998년 | 4                                           | 1                                           | 1                                           | 2                                           | 6                                           | 6                                           | 4                                           |
| 2002년 | 2                                           | 0                                           | 0                                           | 2                                           | 1                                           | 7                                           | 0                                           |
| 2006년 | 4                                           | 1                                           | 1                                           | 2                                           | 4                                           | 20                                          | 4                                           |
| 2010년 | 2                                           | 0                                           | 1                                           | 1                                           | 1                                           | 2                                           | 1                                           |
| 2014년 | 4                                           | 0                                           | 0                                           | 4                                           | 0                                           | 11                                          | 0                                           |
| 2018년 | 4                                           | 1                                           | 1                                           | 2                                           | 3                                           | 8                                           | 4                                           |
| 합계   | 20                                          | 3                                           | 4                                           | 13                                          | 15                                          | 54                                          | 13                                          |
| 순위   | 월드컵 예선 승점 순위 : 177위 (북중미 29위) | 월드컵 예선 승점 순위 : 177위 (북중미 29위) | 월드컵 예선 승점 순위 : 177위 (북중미 29위) | 월드컵 예선 승점 순위 : 177위 (북중미 29위) | 월드컵 예선 승점 순위 : 177위 (북중미 29위) | 월드컵 예선 승점 순위 : 177위 (북중미 29위) | 월드컵 예선 승점 순위 : 177위 (북중미 29위) |

## CONCACAF 골드컵
- 1963년 ~ 1991년 - 불참
- 1996년 - 불참
- 1993년 ~ 2002년 - 예선 탈락
- 2003년 - 기권
- 2005년 ~ 2021년 - 예선 탈락

## 주요 선수
- 글런슨 프린스
- 맬컴 조지프
- 채드 버트런드
- 브리얼 토머스
- 줄리언 웨이드
- 유클리드 버트런드
- 컬슨 벤저민